# Вулиця Бориса Гмирі (Київ)
Ву́лиця Бори́са Гми́рі — вулиця в Дарницькому районі міста Києва, житловий масив Осокорки. Пролягає від проспекту Миколи Бажана до проспекту Петра Григоренка.
Прилучаються вулиці Михайла Гришка та Єлизавети Чавдар.

## Історія
Вулиця виникла в першій половині 1990-х років, коли почалося будівництво 7-го мікрорайону житлового масиву Осокорки під проектною назвою Нижня. Сучасна назва на честь оперного співака Бориса Гмирі — з 1993 року. Вулиця має ширину проїзної частини одну з найменших серед вулиць з асфальтованим покриттям в Дарницькому районі, лише три смуги для руху на обидва напрямки. Враховуючи припаркованість автомобілів на вулиці у вечірні години, зустрічний розїзд автомобілів на вулиці досить ускладнений.

## Установи та заклади
- Гімназія «Київська Русь»
- Скандинавська гімназія (буд. № 3-Б)
- Дошкільний навчальний заклад № 21 (буд. № 2-Г)
- Дошкільний навчальний заклад № 132, комбінованого типу для дітей з вадами мовлення (буд. № 3-А)
- Храм святих рівноапостольних Кирила і Мефодія (УПЦ МП) (буд. № 13)